# Josef Kohlsdorf
Josef Kohlsdorf (* 19. Februar 1938) ist ein ehemaliger deutscher Fußballspieler, der in den 1960er Jahren für Motor Hennigsdorf in der DDR-Liga aktiv war. 

## Sportliche Laufbahn
1965 wurde Josef Kohlsdorf mit der Betriebssportgemeinschaft (BSG) Motor Hennigsdorf Meister in der drittklassigen Bezirksliga Potsdam und stieg mit der Mannschaft in die DDR-Liga auf. Dort bestritt er als Stürmer in vier Spielzeiten 94 der 120 ausgetragenen Ligaspiele und erzielte 34 Tore. 1968 wurde er mit 19 Treffern Torschützenkönig der BSG Motor. Nach der Saison 1968/69 musste Motor Hennigsdorf wieder in die Bezirksliga absteigen, in der Kohlsdorf für die Hennigsdorfer noch zwei Spielzeiten absolvierte. Sowohl 1970 als auch 1971 verpasste seine Mannschaft knapp den Wiederaufstieg.
Zur Saison 1971/72 wechselte Kohlsdorf zur BSG Chemie Velten in die viertklassige Bezirksklasse Ost-Berlin. Mit seinen 29 Treffern schoss er die meisten Tore für die Randberliner und verhalf ihnen damit zum Aufstieg in die Ost-Berliner Bezirksliga. Auch in der Bezirksligasaison 1972/73 wurde Kohlsdorf mit 21 Toren bester Schütze der Veltener, 1973/74 kam er auf 19 Tore. Von der Saison 1974/75 an musste Chemie Velten in der Bezirksliga Potsdam antreten, wo Kohlsdorf noch bis 1979 aktiv blieb. Anschließend wurde er bei Chemie Velten Trainer und gewann mit seiner Mannschaft 1988 den Bezirkspokal, der zur Teilnahme an der DDR-Pokal-Saison 1988/89 berechtigte. Dort schied Chemie Velten jedoch bereits in der 1. Hauptrunde aus. 